# Хамалайнен, Бриан
Бриан Тёмминг Хямяляйнен (дат. Brian Tømming Hämäläinen; род. 29 мая 1989, Лиллерёд, Фредериксборг) — датский футболист, защитник клуба «Люнгбю».

## Клубная карьера
Хямяляйнен — воспитанник клуба «Люнгбю». В 2007 году он дебютировал за клуб в первом дивизионе Дании. В сезоне 2009/2010 Бриан помог команде выйти в датскую Суперлигу. В мае 2009 года активный интерес к футболисту проявлял французский «Лилль», но «Люнгбю» ответил отказом. В том же году Хямяляйнен перешёл в бельгийский «Зюлте-Варегем». 30 июля 2011 года в матче против «Локерена» он дебютировал в Жюпиле лиге. 18 марта 2013 года в поединке против «Мехелена» Бриан забил свой первый гол.
По окончании сезона Хямяляйнен перешёл в «Генк». 2 сентября во встрече против «Андерлехта» Бриан дебютировал за новый клуб. В сезоне 2012/2013 он завоевал Кубок Бельгии, но несмотря на эти достижения Хямяляйнен больше использовался, как футболист резерва.
Летом 2016 года он вернулся в «Зюлте-Варегем».

## Международная карьера
В 2008 году Хямяляйнен дебютировал за молодёжную сборную Дании.

## Достижения
«Генк»
- Обладатель Кубка Бельгии — 2012/2013